# L'Amour de l'actrice Sumako
Pour plus de détails, voir Fiche technique et Distribution.
L'Amour de l'actrice Sumako (女優須磨子の恋, Joyū Sumako no koi) est un film japonais réalisé en 1947 par Kenji Mizoguchi. Il relate la vie de la comédienne Sumako Matsui, morte en 1919. Le même sujet fut traité la même année par Teinosuke Kinugasa dans son film L'Actrice (女優, Joyū), pour le studio concurrent de la Tōhō.

## Synopsis

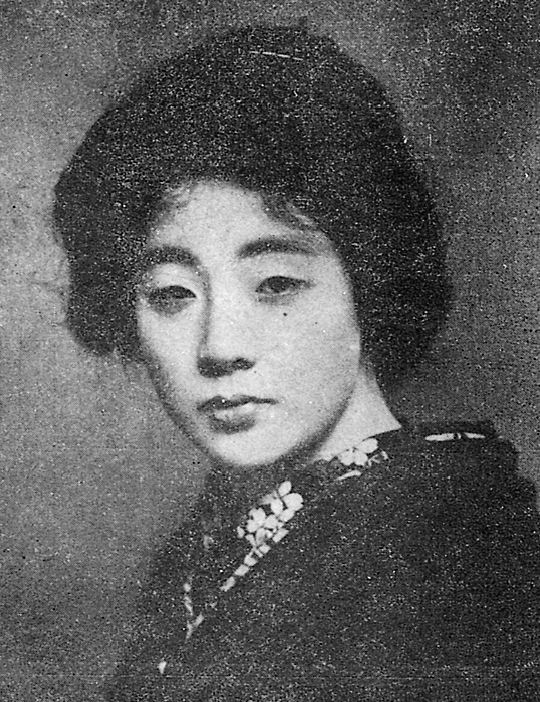
L'actrice Sumako Matsui dont s'inspire le film.

Dans une école d'art dramatique, au début du XXe siècle, le metteur en scène Hōgetsu Shimamura a pour objectif d'élargir son répertoire au théâtre étranger contemporain et de ne plus se cantonner aux seules représentations kabuki. À cette fin, il est autorisé à monter Maison de poupée d'Henrik Ibsen. Mais il recherche une actrice locale digne d'interpréter le rôle principal de Nora. La rencontre avec la comédienne Sumako Matsui est décisive. Celle-ci, deux fois malheureuse en amour et proche d'un état suicidaire, veut s'émanciper pleinement, à la fois comme femme et comme actrice. La pièce d'Ibsen entre donc en résonance avec sa vie et son idéal. De son côté, Shimamura, en homme de son temps, estime, par exemple, que sa fille doit choisir par elle-même l'amour et l'homme qui lui conviennent. Il refuse d'émettre le moindre avis à ce sujet, ni même de rencontrer l'éventuel mari. Sur le plan strictement professionnel, Sumako et Shimamura sont, tous deux, des perfectionnistes. L'osmose est donc totale : elle aboutira à une vie de couple et à la fondation d'un Théâtre d'Art moderne.

## Fiche technique
- Titre : L'Amour de l'actrice Sumako
- Titre original : 女優須磨子の恋 (Joyū Sumako no koi?)
- Scénario : Yoshikata Yoda d'après la pièce de Hideo Nagata, Karumen Yukinu (Carmen est morte)
- Photographie : Shigeto Miki
- Montage : Tazuko Sakane
- Musique : Hisato Ōzawa
- Société de production : Shōchiku, Kyoto
- Direction artistique : Isamu Motoki
- Pays d'origine :  Japon
- Langue originale : japonais
- Format : noir et blanc - 1,37:1 - son mono
- Genre : drame
- Durée : 96 min[1] (métrage : dix bobines - 2 622 m[1])
- Dates de sortie :
  - Japon : 16 août 1947[1]

## Distribution
- Kinuyo Tanaka : Sumako Matsui
- Sō Yamamura : Hōgetsu Shimamura
- Eijirō Tōno : Tsubouchi Shōyō
- Kikue Mōri : Ichiko Shimamura

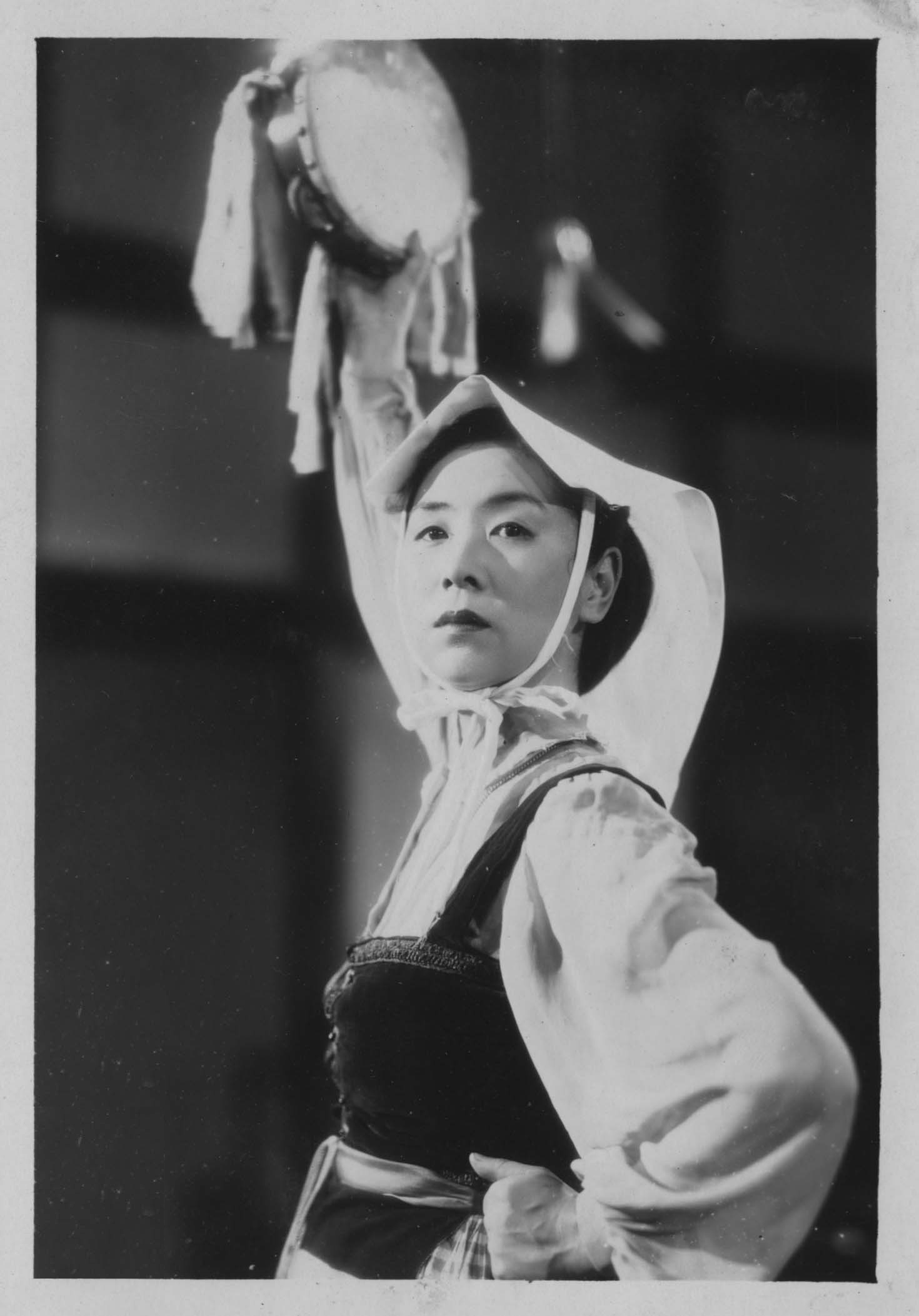
Scène du film avec Kinuyo Tanaka.

- Chieko Higashiyama : Shinpei Nakayama
- Teruko Kishi : Sen
- Eitarō Ozawa : Kichizo Nakamura

## Commentaires
En filmant la biographie romancée de Sumako Matsui, reine du théâtre au début de l'ère Taishō, Kenji Mizoguchi complète son triptyque du geido, consacré au métier d'acteur et constitué par Conte des chrysanthèmes tardifs (1939), Les Femmes d'Osaka (1940) et La Vie d'un acteur (1941), auquel pourrait être adjoint Trois Générations de Danjurō (1944).
Cependant, L'Amour de l'actrice Sumako s'inscrit dans un contexte bien différent : « Quand Mizoguchi tourne le Conte des chrysanthèmes tardifs, il se réfugie derrière le monde du théâtre et atténue apparemment l'importance de la femme. ». Mizoguchi est, en effet, contraint de s'adapter à une situation politique qui exige du cinéma une active participation à la glorification du militarisme et du patriotisme japonais.
Or, dès la fin de la guerre, Mizoguchi observe, à nouveau, la condition féminine qui, « à ses yeux, symbolise l'injustice fondamentale de la société. » . Le film s'inscrit donc, plutôt, dans l'élan initié par La Victoire du sexe féminin (1946) et le très beau portrait du peintre Utamaro, Cinq femmes autour d'Utamaro (1946). « À cette époque, Kinuyo Tanaka est l'actrice inspiratrice de Mizoguchi. Celui-ci décline d'un film à l'autre ses possibilités de jeu et lui donne le rôle de Sumako Matsui. Cette dernière révolutionna le théâtre, s'imposa comme actrice féminine face aux oyamas (acteurs masculins interprétant des rôles féminins), puis tenta de se suicider, abandonna son art et mourut en 1918 ».
Si le film est réaliste — sont parfaitement décrites les répétitions et la vie au quotidien des comédiens —, il s'éloigne néanmoins « de la vérité historique pour explorer la passion amoureuse d'une actrice et son refus de se plier aux conventions sociales et théâtrales ».
Mizoguchi ne fut pourtant pas satisfait de cette réalisation. Son fidèle scénariste, Yoshikata Yoda explique : « (...) La véritable difficulté était de faire le portrait de Hogetsu Shimamura, le partenaire de Sumako, grand théoricien et esthéticien. Nous n'avons pas su montrer dans une forme aboutie et rigoureuse ce qu'était l'amour entre l'acteur et le professeur, ce qu'était "l'amour faisant corps avec l'idéologie", comme l'exprimait le professeur lui-même. De plus, il fallait décrire les circonstances de la naissance du shingeki (théâtre moderne à l'européenne). ».
Dans son ouvrage sur le cinéma japonais, Tadao Satō semble préférer le « film joyeux » de Teinosuke Kinugasa, L'Actrice, qu'il oppose à celui de Mizoguchi. « Dans le rôle de l'héroïne qui se bat pour l'autonomie des femmes et l'amour libre, Isuzu Yamada, en Sumako Matsui, est vraiment magnifique (...) », assure-t-il.

## Récompense
- 1948 : Prix Mainichi de la meilleure actrice pour Kinuyo Tanaka[6]